# La mujer de mi vida (telenovela de 2024)
La mujer de mi vida é uma telenovela estadunidense produzida pela Telemundo Global Studios para a Telemundo em 2024. A novela é uma história original de Mario Schajris e tem como produtor Miguel Varoni. Estreou primeiro no México na TelevisaUnivision Canal 9 em 8 de outubro de 2024.
A protagonizada por Iván Sánchez e Angélica Celaya e antagonizada por Mauricio Islas, Catherine Siachoque, Rodrigo Murray, Jason Romo, Felipe Betancourt e Norkys Batista e atuaçãoes estelares de Norma Angélica, Vanessa Díaz, Rosalinda Rodríguez e Oswaldo Zárate e os primeiros atores Patricia Reyes Spíndola e David Ostrosky.

## Enredo
Ricardo Oribe (Iván Sánchez), um empresário fisicamente pouco atraente, mas bem-sucedido, dedicado à família e apaixonado por sua bela esposa Daniela Millán (Angélica Celaya), uma jovem aspirante a atriz. A vida de Ricardo dá uma guinada quando seu melhor amigo Emilio García (Mauricio Islas) o trai e tenta matá-lo para assumir sua empresa e a família que ele nunca teve. Embora sua família e amigos acreditem que ele esteja morto; Ricardo ainda está vivo, mas sofre de amnésia.
Após 15 anos, Ricardo passa por diversas mudanças físicas e recupera a memória. Disposto a recuperar tudo o que lhe pertence, ele assume uma nova identidade como Pablo Silva para não cair nas mãos das autoridades pelo golpe sujo que Emilio planejou. Determinado a recuperar o amor de sua vida, ele retorna para se reconectar com sua esposa, filhos e amigos sem ser reconhecido. No entanto, ele deve ter cuidado porque se for descoberto quem ele é, isso poderá arruinar sua vida e a de sua família.

## Elenco
- Iván Sánchez - Ricardo Oribe / Pablo Silva
- Angélica Celaya - Daniela Millán
- Mauricio Islas - Emilio García Fuentes
- Catherine Siachoque - Marcela Jiménez Mello de Magnetti
- Patricia Reyes Spíndola - Antonia Oribe
- David Ostrosky - Celestino Castro
- Rodrigo Murray - Pedro Magnetti
- Norma Angélica - Nina López
- Vanessa Díaz - Juana Oribe Millán
- Jason Romo - Dante Oribe Millán
- Rosalinda Rodríguez - Sharon González
- Oswaldo Zárate - Juan Manuel Ávila
- Felipe Betancourt - Andrés Rósales
- Litzy - Carmen Alonso
- Norkys Batista - Evelyn del Río
- Pepé Gamez - Salvador "Chava" Ramírez
- Ana Lorena Sánchez - Ximena Millán
- Josette Vidal - Nicole del Río
- Simone Marval - Luciana Aguilera
- Vin Ramos - Ronnie Wilson
- Katia Bada - Caroline Domínguez
- Ricardo Kleinbaum - Carlos Magnetti
- Jonathan Freudman - Mauricio Fontana
- Nelly Flores - Sofía Díaz
- María Laura Quintero - Paula Gamero
- Candela Ferro - Ela mesma
- Carlos Acosta-Milian - Raúl Pereira
- Alberto Mateo - Alberto
- Ernesto Faxas - Fernando Gavilán
- Mariano Chiesa - Eduardo Oribe (eps. 1–60)
- Frank Fernández - Luis Amador Velázquez
- Esteban Villareal - el padre José
- Manuel Bastos - Chiquito
- Denisse Novoa - Jenny
- Alexander Torres - Marco Kamal
- [[Freddy Flórez - Willy Kamal
- José Luis Santiago - Tony Kamal
- Jimmie Bernal - El Señor
- Isabel Moreno - Beatriz "Beba" Salcedo
- Aniluli Muñecas - Griselda
- Jairo Calero - Javier Pérez
- Diego Torres - El mismo
- Gabriela Vergara - Ela mesma
- Chela Arias - Casera
- Lilí Rentería - Rosa
- Cynthia Olavarría - Annette Fontes
- Rodolfo Salas - Eduardo Oribe (eps. 61–105)
- Juan Pablo Llano - Joaquín Molina
- Jorge Aravena - Armando "El Oso" Domínguez
- Alex Pita - Atilio Cocinelli
- Ariel Texido - Héctor Castellanos
- Aneudy Lara - El Perro
- Eduardo Pastrana - El Rastas
- Emma Arango - Juana Oribe Millán (garotinha)
- Cris Amado - Dante Oribe Millán (criança)

## Produção
A produção da novela começou a ser filmada em 17 de setembro de 2021. Em 7 de outubro de 2021, a sessão de fotos do elenco ocorreu nos fóruns do Telemundo Center. A produção encerrou as filmagens em 15 de janeiro de 2022, em Miami, Flórida. A novela foi apresentada em 16 de maio de 2022, como parte do Up-front da Telemundo para a temporada de televisão de 2022–23.

## Lançamento

### Transmissão original
Originalmente, a novela estrearia pela Telemundo e estava prevista para ir ao ar em 2022, porém, por razões desconhecidas sua estreia foi suspensa. Uma prévia da novela foi ao ar na Telemundo em 21 de julho de 2022.

### Transmissão internacional
No México, La mujer de mi vida estreou no Canal 9 em 8 de outubro de 2024, sendo a terceira produção da Telemundo a ser adquirida pela TelevisaUnivision para transmissão no México antes de seu país de origem, tendo como precedentes Reina de corazones (2014) e ¿Quién es quién? (2015–16), que estreou primeiro no México antes dos Estados Unidos.
Em Porto Rico, La mujer de mi vida estreou na Telemundo Puerto Rico (emissora local da Telemundo) em 2 de dezembro de 2024, substituindo El Conde: Amor y honor.